# Međunarodni stadion u Kairu
Međunarodni stadion u Kairu ( ar. ستاد القاهرة الدولي ), ranije poznat kao Nasser Stadium, višenamjenski je stadion olimpijskih standarda s kapacitetom od 75.000 sjedećih mjesta. Arhitekt stadiona je Nijemac Werner March, koji je od 1934. do 1936. godine gradio Olimpijski stadion u Berlinu. Inženjerski i građevinski nadzor stadiona izvršio je ACE Moharram Bakhoum. Među 100 je najvećih stadiona na svijetu i treći najveći stadion u Egiptu. Nalazi se u Nasru, sjeveroistočnom predgrađu Kaira. Dovršeno je 1960. godine, a svečano ga je otvorio egipatski predsjednik Gamal Abd El Nasser 23. srpnja te godine, na osmu godišnjicu Egipatske revolucije 1952. godine. Klubovi Zamalek i Al Ahly koriste stadion za većinu svojih domaćih utakmica.

## Pregled
Stadion se nalazi oko 10 km zapadno od međunarodne zračne luke Kairo i oko 10 km od centra Kaira. Godine 2005. renoviran je kao priprema za Afrički kup nacija 2006.
Stadion u Kairu poznat je po svojoj atmosferi i kapacitetu. To je bilo očito tijekom Afričkog kupa nacija 2006., održanog u Egiptu od 20. siječnja do 10. veljače. Simbol je egipatskog nogometa. Tu se održvaju gotovo sve najvažnije egipatske utakmice. Također je služio kao glavni stadion Sveafričkih igara 1991.

## Međunarodne nogometne utakmice
Stadion je bio jedno od mjesta održavanja Afričkog kupa nacija 2006. godine. Sljedeće utakmice igrane su na stadionu tijekom Afričkog kupa nacija 2006. i 2019. godine:

## Galerija
- Pogled iz zraka 1960.
- Pogled na stadion 2006.
- Egipatski navijači na utakmici reprezentacije 2007.
- Pogled na stadion nekoliko minuta prije utakmice između Ugande i Zimbabvea tijekom AFCON-a 2019.
- Tijekom utakmice Egipat U-23 - Južna Afrika U-23
- Tijekom ceremonije zatvaranja AFCON U-23
- Tijekom ceremonije zatvaranja AFCON U-23
- Tijekom ceremonije zatvaranja AFCON U-23

## Zanimljivosti
- Domaćin utakmica nogometne reprezentacije Egipta.
- Bio je domaćin mnogih utakmica na Afričkom kupu nacija 2006. i finala koje je Egipat dobio protiv Obale Bjelokosti 4:2 u izvođenju jedanaesteraca nakon neriješenog rezultata 0:0 u produžecima.
- Obnovljen je da ugosti Afrički kup nacija 2006. kako bi zadovoljio standardne stadione CAF-a, čime je kapacitet smanjen s 85.000 na 75.000.
- Bio je to jedan od stadiona zajedno sa stadionom Borg El Arab i 5 drugih planiranih stadiona u neuspješnoj egipatskoj kandidaturi za domaćina Svjetskog prvenstva u nogometu 2010. godine.
- Bio domaćin finala CAF Lige prvaka 2020. u kojem je Al Ahly SC pobijedio 2:1 tradicionalnog rivala Zamalek SC

## Vanjske poveznice
- Web stranica Međunarodnog stadiona u Kairu
- Fotografije na cafe.daum.net/stade
- Fotografije na worldstadiums.com
- Fotografije na fussballtempel.net